# Katalanska vägen

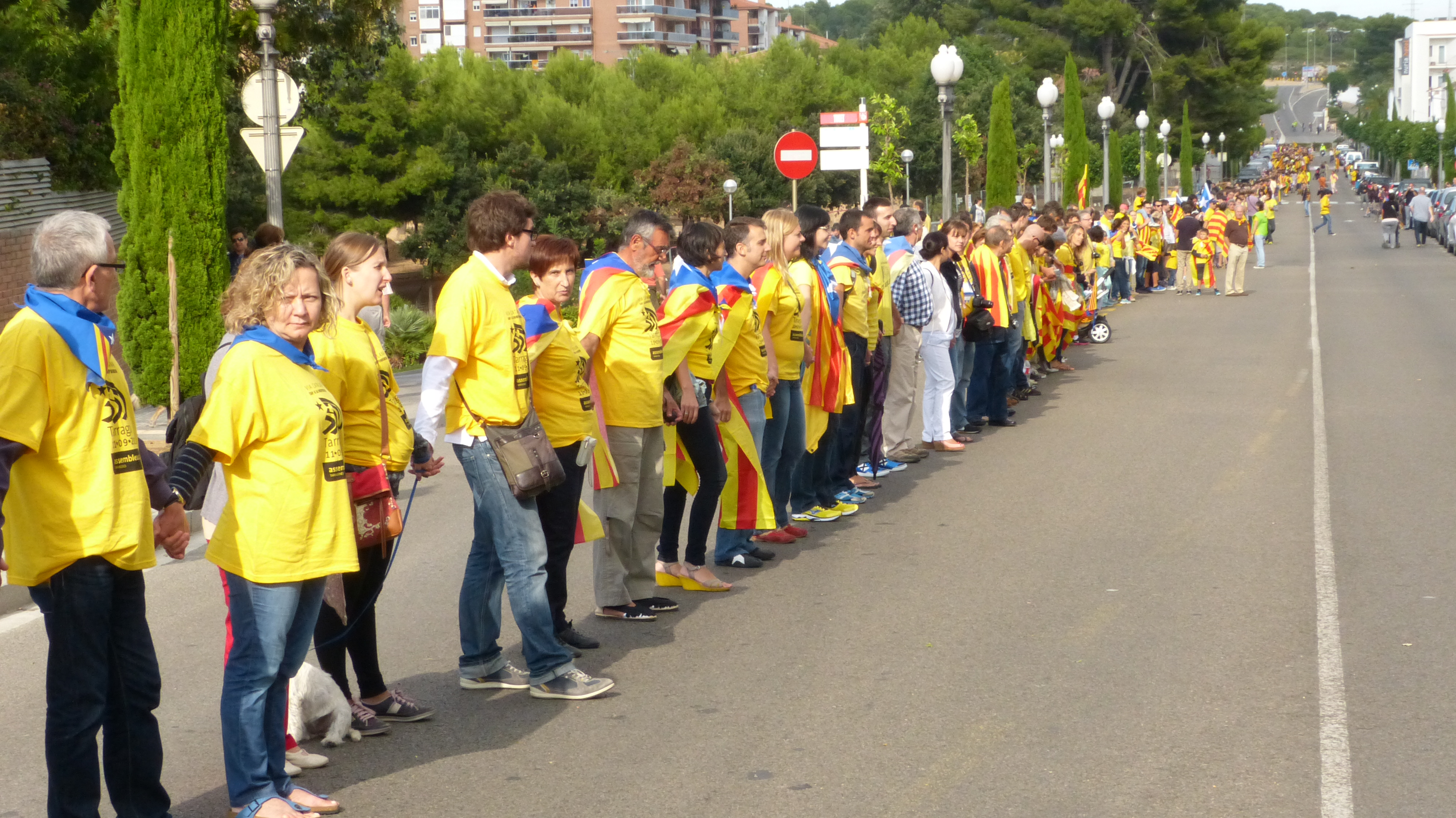
Den katalanska vägen genom Tarragona.

Katalanska vägen (Via Catalana på katalanska) eller Katalanska vägen till självständighet (Via Catalana cap a la Independència) var en 48 mil lång mänsklig kedja som bildades genom Katalonien den 11 september 2013. Den anordnades i samband med det årliga firandet av Kataloniens nationaldag och till stöd för katalansk självständighet från Spanien.
Kedjan sträckte sig längs den antika vägen Via Augusta, från Le Perthus i Languedoc-Roussillon till Alcanar vid Kataloniens gräns mot regionen Valencia. Uppskattningsvis 1,6 miljoner deltog i (eller i anslutning till) kedjan, varav 500 000 i Barcelona.

## Utanför Katalonien
Liknande katalanska samlingar sågs även i andra länder och territorier under 2013. Bland annat gjordes "katalanska vägen" eller andra liknande manifestationer i Stockholm, Paris, Lissabon och New York dagarna runt 1 september.

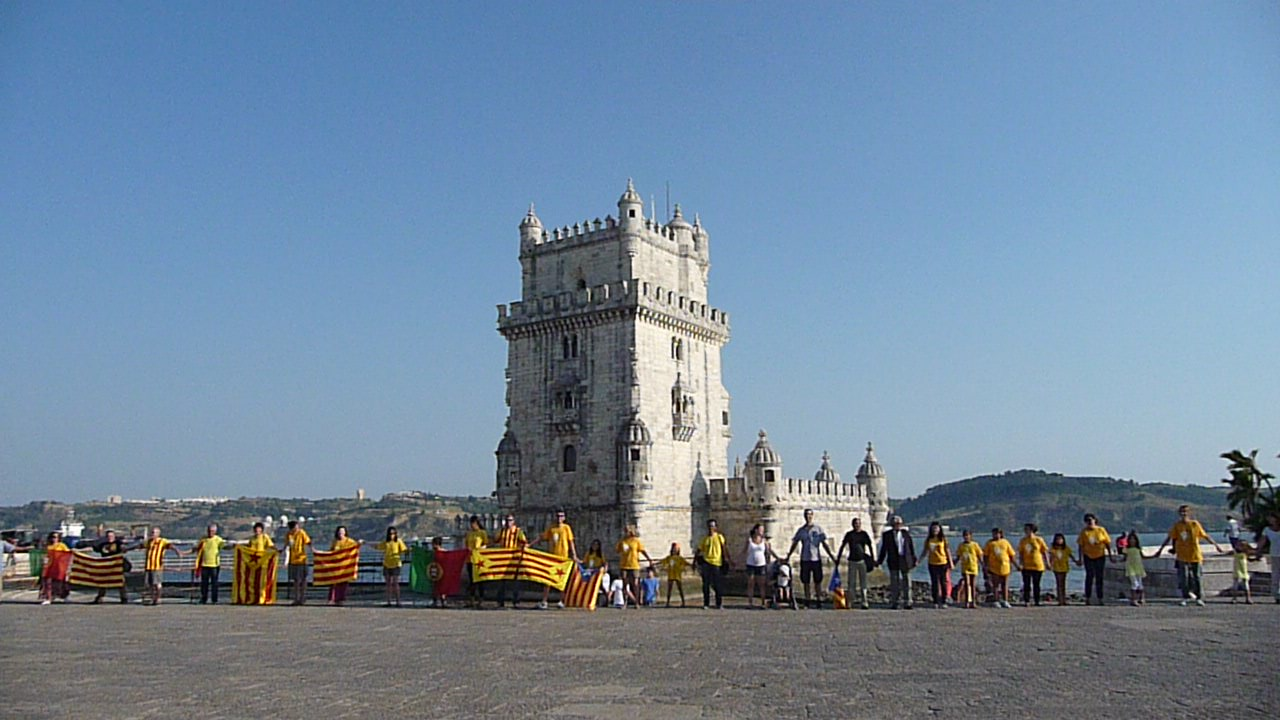
30 augusti i Lissabon.
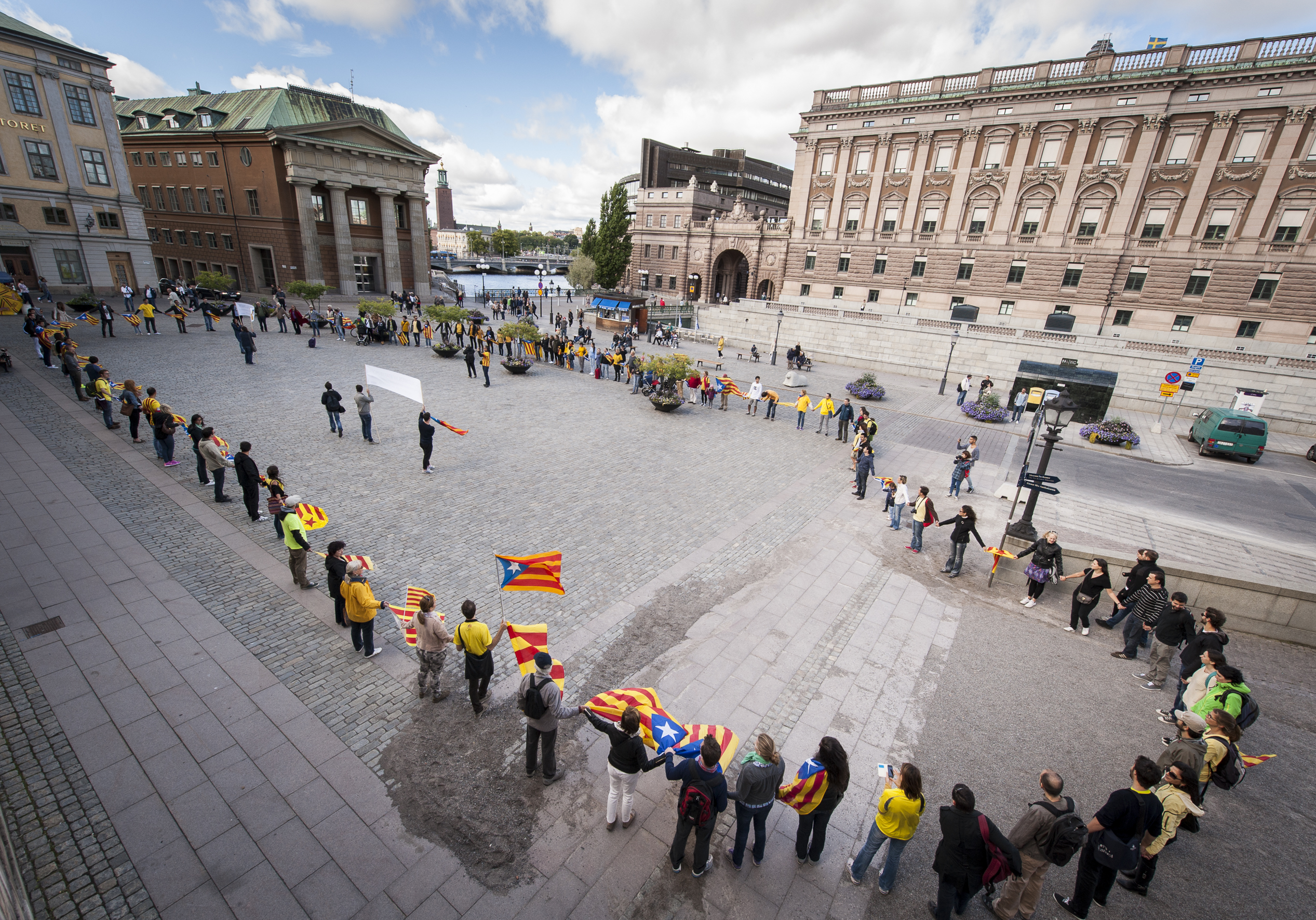
31 augusti 2012 i Stockholm.
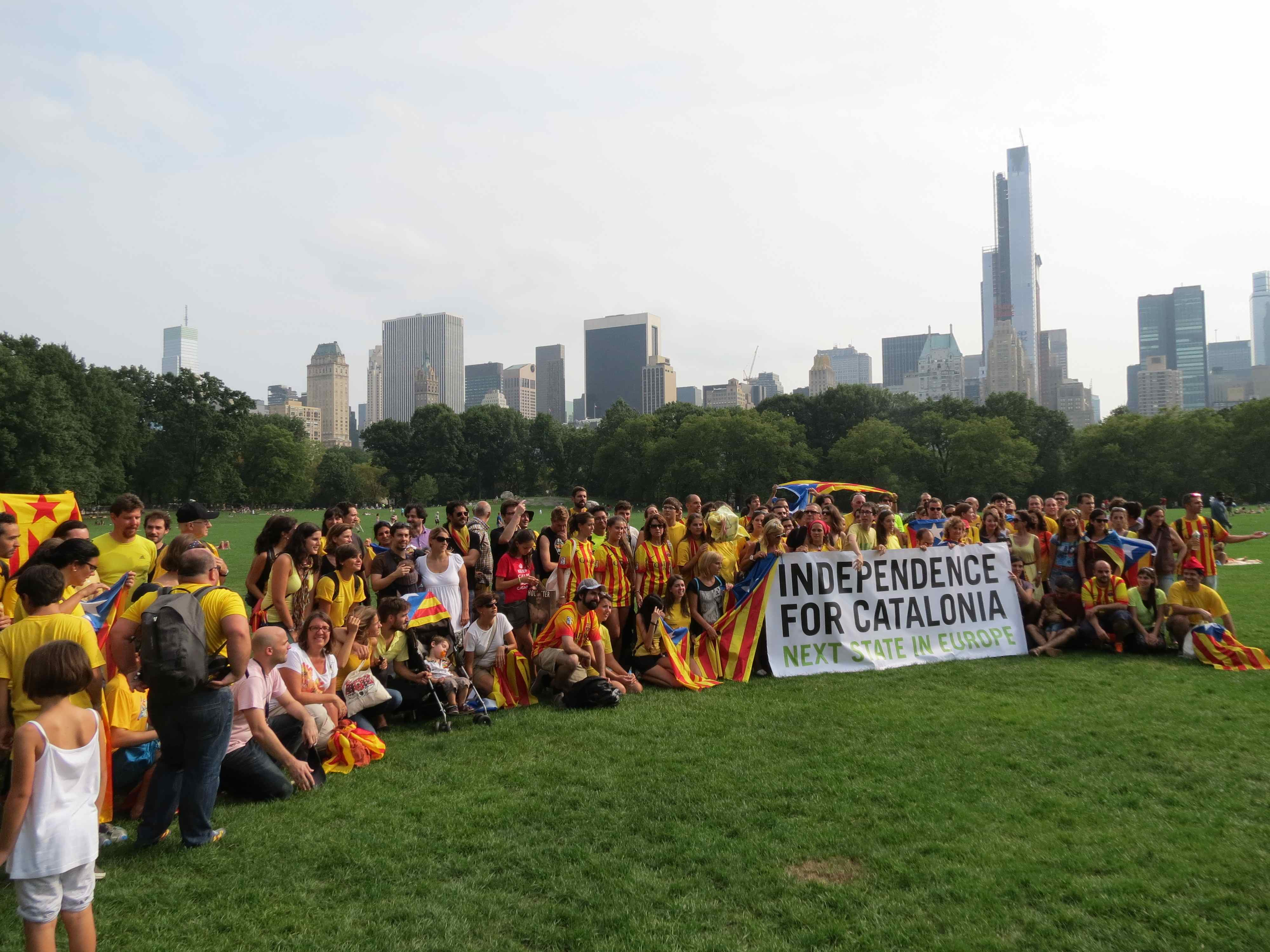
31 augusti i New York.
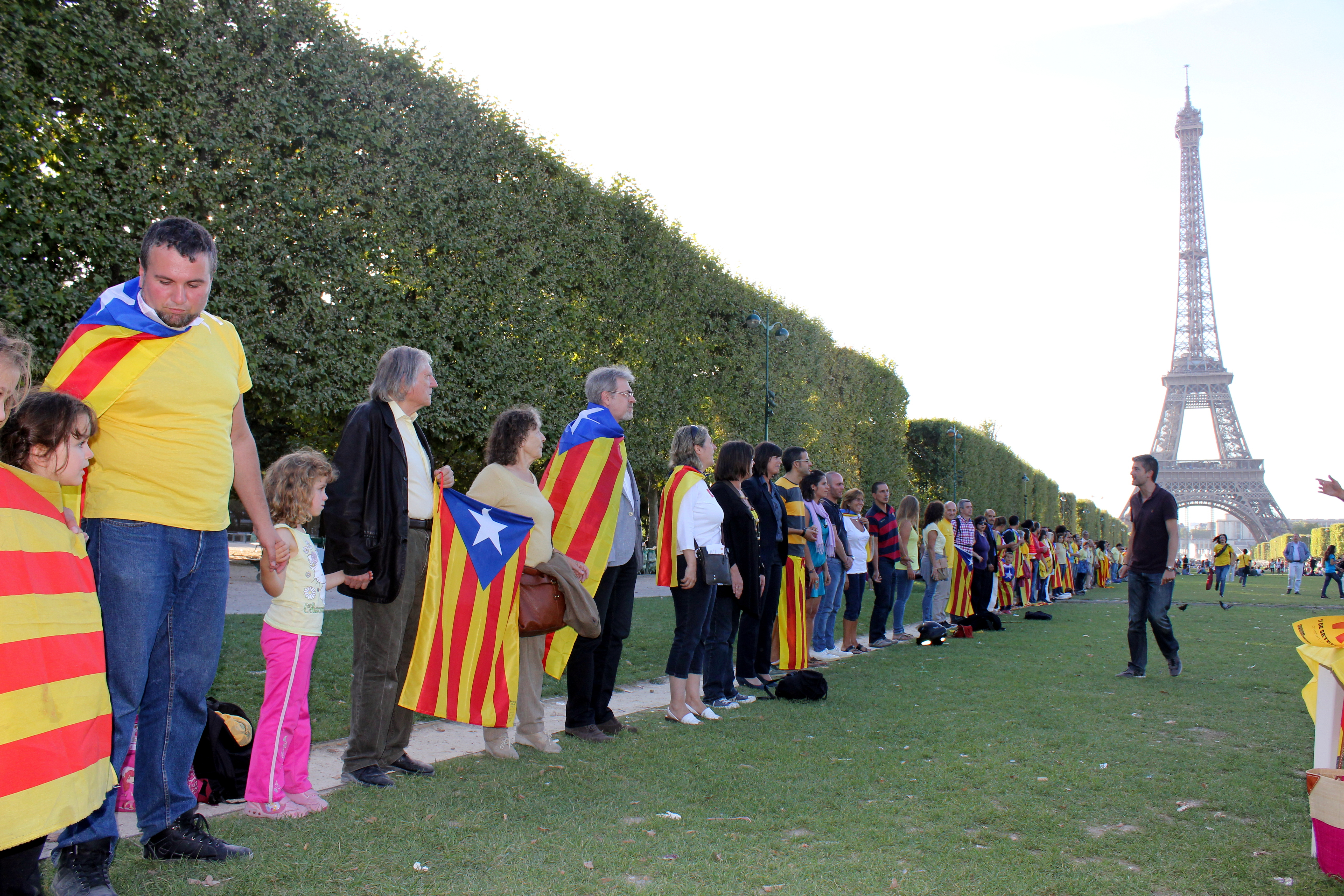
2 september i Paris.
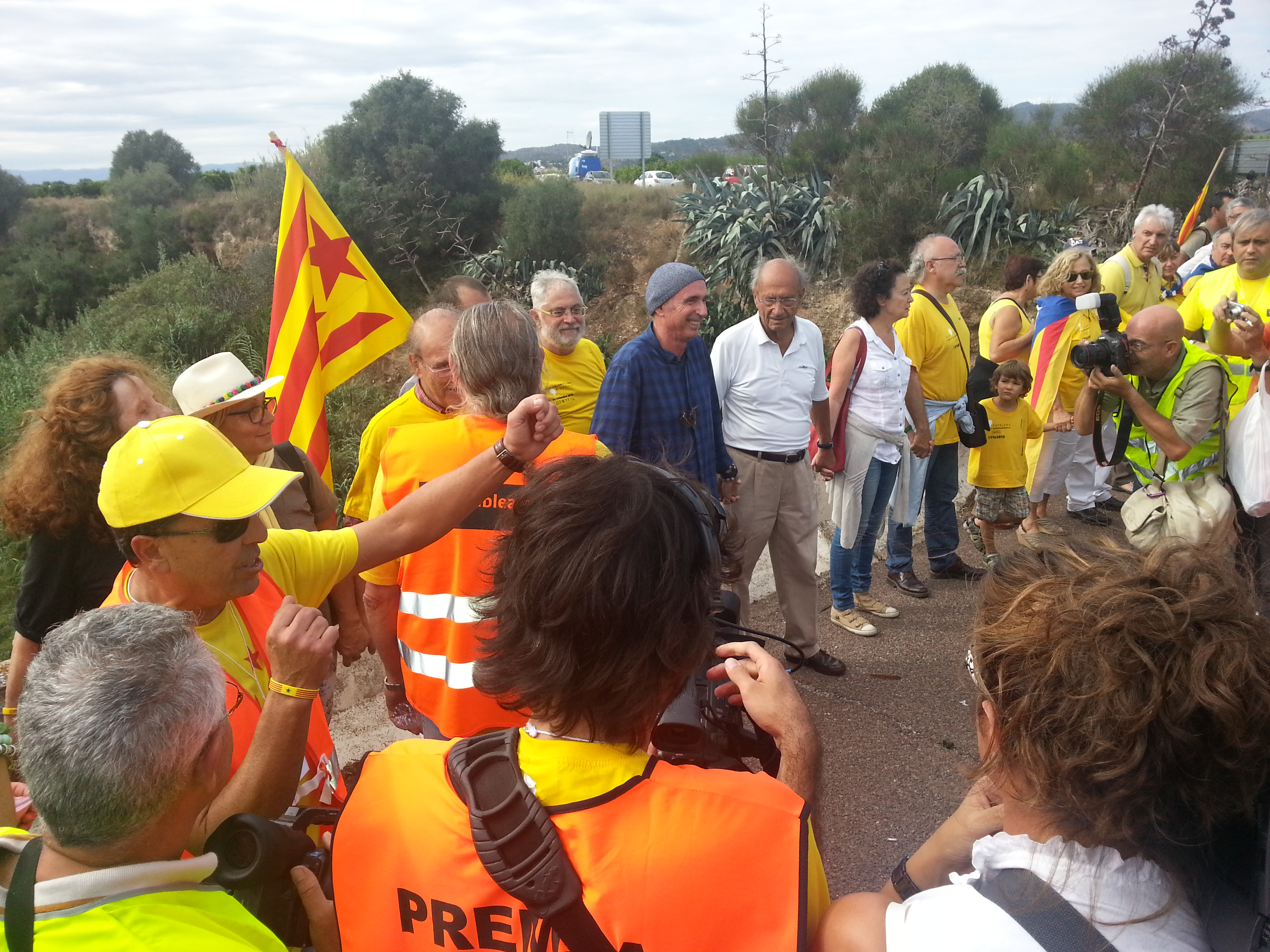
Den katalanska vägen möter den valencianska dito (11/9).